# Charles Douglas (General)

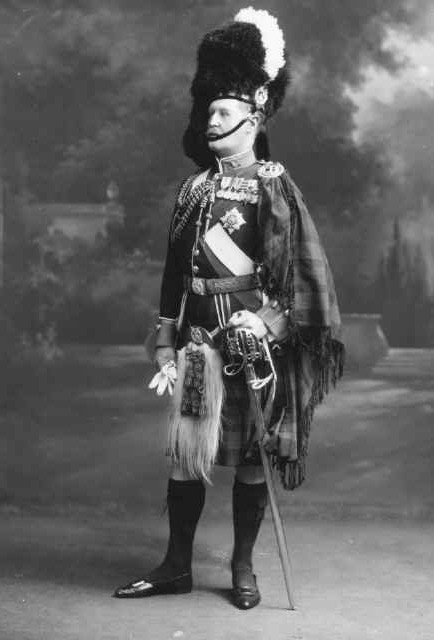
General Charles Douglas als Colonel der Gordon Highlanders, 1913

Sir Charles Whittingham Horsley Douglas GCB, ADC (* 17. Juli 1850 in Kapstadt; † 25. Oktober 1914 in London) war ein Offizier der British Army, zuletzt General und Chef des Imperialen Generalstabes zu Beginn des Ersten Weltkriegs.

## Leben
Douglas wurde als Sohn von William Douglas, of Lansdown House nahe Bath, und dessen Frau Caroline, geborene Hare, geboren und privat erzogen. Im Alter von 19 Jahren erhielt er durch Kauf ein Patent als Ensign im 92nd (Gordon Highlanders) Regiment of Foot und wurde 1871 Lieutenant und 1876 Adjutant in seinem Regiment. 1880 kämpfte er im Zweiten Anglo-Afghanischen Krieg, in dem er als Captain am berühmten Marsch Frederick Roberts’ von Kabul nach Kandahar teilnahm. Nach der Schlacht von Kandahar wurde er mentioned in dispatches. Kurze Zeit später brach der Erste Burenkrieg aus, in dem Douglas wiederum diente. An der entscheidenden Schlacht am Majuba Hill nahm er nicht teil, schrieb aber darüber einen detaillierten Bericht aus Interviews mit Überlebenden. Anschließend diente er im Brevet-Rang eines Majors bis 1884 als Adjutant der 2nd Gordon Highlanders.
1884/85 nahm er unter Gerald Graham an der Suakin-Expedition im Sudan gegen Osman Digna teil und war anschließend als Deputy Assistant Adjutant and Quartermaster-General im Hauptquartier der britischen Armee in Ägypten tätig. Er kehrte 1886 nach England zurück und wurde im November Adjutant der 7th Middlesex (London Scottish) Rifle Volunteers. 1890 erhielt er den substantiellen Rang eines Majors und wurde 1893 Brigademajor der 1st Infantry Brigade in Aldershot. 1895 wurde er Deputy Assistant Adjutant-General des dortigen Aldershot Command im Rang eines Lieutenant Colonel sowie drei Jahre später Assistant Adjutant-General im Brevet-Rang eines Colonel. Im gleichen Jahr 1898 wurde er Aide-de-Camp der Königin Victoria und substantieller Colonel.
Im Zweiten Burenkrieg von 1899 bis 1902 diente er anfänglich als Assistant Adjutant-General im Stab von Redvers Bullers Natal Field Force. Später wurde er Stabschef der 1st Infantry Division unter Lord Methuen. Anfang 1900 erhielt er den lokalen Rang eines Major-General und das Kommando über die 9th Infantry Brigade. Nach dem Entsatz des belagerten Mafeking im Mai 1900 wurde er Kommandant der dortigen Garnison. Für hervorragende Dienste im Felde wurde sein Rang eines Major-General bestätigt, ferner wurde er zweimal mentioned in dispatches.
1901 erhielt Douglas den Befehl über die 1st Infantry Brigade in England und im folgenden Jahr über die 2nd Infantry Division. Im Februar 1904 wurde er zum Adjutant-General to the Forces ernannt, ein hochrangiger Posten in der britischen Militärführung. Im Zuge der von Lord Esher angeregten Reformen wurde er zugleich Mitglied des neugebildeten Army Council. Mit dem damaligen Kriegsminister Hugh Oakeley Arnold-Forster hatte er wiederholt Auseinandersetzungen über Fragen der Heeresorganisation. Wesentlich besser verstand er sich mit Arnold-Forsters Nachfolger Richard Haldane, der ab Dezember 1905 das War Office leitete. In letzterem Jahr wurde er zum Lieutenant-General befördert. Er blieb auf dem Posten des Adjutant-General bis 1909, als er Oberbefehlshaber des Southern Command wurde. 1910 nahm er an der Trauerprozession für den verstorbenen König Eduard VII. teil. Im Oktober desselben Jahres erfolgte die Beförderung zum vollen General. 1911 wurde ihm der GCB verliehen, nachdem er bereits seit 1907 Knight Commander des Bathordens war und somit das Prädikat Sir tragen durfte. Im März 1912 wurde Douglas Inspector-General of Home Forces und im Juni dieses Jahres Colonel of the Regiment der Gordon Highlanders.
Nach dem Rücktritt John Frenchs vom Posten des Chefs des Imperialen Generalstabes im Frühjahr 1914 (infolge des Curragh-Vorfalls) folgte ihm Douglas nach und behielt diesen Posten bis zu seinem Tod. Er assistierte dem bei Ausbruch des Ersten Weltkriegs zum Kriegsminister ernannten Lord Kitchener, der in Armeeangelegenheiten im Mutterland bis dahin nur wenig bewandert war, in diesen schweren Tagen. Auf die Kriegsführung in Belgien und Frankreich, die in den Händen Frenchs lag, hatte er nur wenig Einfluss. Im Oktober 1914 zog sich der chronisch überarbeitete Douglas eine Lungenkrankheit zu und starb nach wenigen Tagen im Alter von 64 Jahren in seinem Londoner Haus am Eaton Square, Belgravia. Er erhielt ein Staatsbegräbnis und wurde auf dem Londoner Kensal Green Cemetery bestattet. Sein Nachfolger als Generalstabschef wurde James Murray.

## Familie
1887 hatte Douglas Ida de Courcy Gordon, Tochter von George Tomline Gordon aus Cuckney, Nottinghamshire, geheiratet. Das Paar hatte keine Kinder.